# Буди (Люблінське воєводство)
Буди (пол. Budy) — село в Польщі, у гміні Криниці Томашівського повіту Люблінського воєводства.
Населення — 191 особа (2011).
Розташоване на Закерзонні (в історичному Надсянні).
У 1975—1998 роках село належало до Замойського воєводства.

## Демографія
Демографічна структура станом на 31 березня 2011 року:
|          | Загалом | Допрацездатний вік | Працездатний вік | Постпрацездатний вік |
| -------- | ------- | ------------------ | ---------------- | -------------------- |
| Чоловіки | 99      | 15                 | 70               | 14                   |
| Жінки    | 92      | 16                 | 49               | 27                   |
| Разом    | 191     | 31                 | 119              | 41                   |